# Bananenrepublik
Bananenrepublik ist eine abwertende Bezeichnung für autokratische Staaten, in denen Korruption und Bestechlichkeit vorherrschen. Die Bezeichnung geht zurück auf kleine Länder in den tropischen Gebieten Amerikas, die besonders vom Export von Bananen leben und von fremdem, meist US-amerikanischem Kapital abhängig sind.

## Begriffsgeschichte
Der Begriff ist eine Lehnübersetzung des US-amerikanischen Begriffs banana republic. Er geht vermutlich auf den US-amerikanischen Schriftsteller O. Henry (eigentlich William Sydney Porter) zurück. In einer 1904 erschienenen Novelle Cabbages and Kings („Kohlköpfe und Könige“) heißt es, wohl unter Anspielung auf Honduras: „At that time we had a treaty with about every foreign country except Belgium and that banana republic, Anchuria“ („Zu dieser Zeit hatten wir mit fast jedem Land einen Vertrag geschlossen, mit Ausnahme von Belgien und dieser Bananenrepublik, Anchurien“).
Im April 1907 installierten die USA in Honduras eine Diktatur unter Miguel R. Dávila, um die Interessen der United Fruit Company zu schützen. Bereits 1910 kontrollierte das US-Unternehmen 80 % der honduranischen Bananenpflanzungen. Die Diktatoren Tiburcio Carías Andino und Juan Manuel Gálvez, die von 1933 bis 1948 bzw. von 1949 bis 1954 an der Macht waren, betätigten sich ebenfalls als Handlanger der United Fruit Company. Ähnlich verhielt es sich 1930 in der Dominikanischen Republik mit Rafael Trujillo und 1954 in Guatemala mit Carlos Castillo Armas. Die United Fruit Company kontrollierte in Guatemala nicht nur den Bananenhandel (Chiquita), sondern auch die Post, den größten Hafen und die Stromversorgung des Landes. Weitaus größer als die politische Macht der Regierungen oder gar der Bevölkerung dieser Länder war auch die wirtschaftliche Macht der Standard Fruit Company (Dole).
Wegen der Kontrastierung mit einem als Norm gesetzten weißen Europa wird die Bezeichnung als rassistisch kritisiert. Laut der Linguistin Jane H. Hill gehört das Stereotyp der korrupten banana republic in ein Set von humoristisch gemeinten Beleidigungen auf Pseudospanisch, mit denen etwa George W. Bush als el presidente veralbert wurde. Weiße Amerikaner präsentierten sich damit als humorvoll, rein amerikanisch und gleichzeitig ein wenig fremdsprachenkompetent und projizierten dabei ein überaus negatives Bild der spanischsprachigen Welt. Dieses Bild wurzele in einer Kultur des weißen Rassismus, was vielen Amerikanern aber gar nicht bewusst sei.
Obwohl sich das Wort Bananerepublik ursprünglich auf Lateinamerika bezog, wird es heute auch als Element eines rassistischen Diskurses über afrikanische Menschen und Kulturen benutzt.

## Ausweitung auf Staaten außerhalb Mittelamerikas
Der Begriff wird heute über Mittel- und Südamerika hinaus auch für andere Staaten verwendet, die die Attribute einer Bananenrepublik aufweisen. Hierzu zählen eine schwache Wirtschaft, die weitgehend von einem Exportartikel abhängig ist, politische Instabilität, Wirtschaft und Politik bestimmende mafiöse Strukturen, Auseinandersetzungen werden mit Waffengewalt ausgetragen, fehlende oder nicht funktionierende, despotisch regierende Staatsmacht, lasche Gesetze und nicht funktionierende Strafverfolgung oder Versickerung.
Der Begriff wird heute weltweit zum einen abwertend für Länder (meist der Dritten Welt) verwendet, in denen durch erhebliche Einflussnahme von ausländischen Unternehmen Korruption, Verbrechen, Vetternwirtschaft, persönliche Bereicherung auf Staatskosten und zweifelhafte Wahlen gefördert wurden. Zum anderen wird der Begriff aber auch als unscharfer Streitbegriff gegen Staaten in Stellung gebracht, deren politische Kultur mit Korruption und Willkür in Zusammenhang gebracht wird. Deshalb wird dieser Begriff abwertend auch in politischen Diskussionen und Polemiken über Industrieländer wie beispielsweise die Schweiz, Deutschland, Frankreich, Österreich, Griechenland oder Italien verwendet, wenn man ähnliche Praktiken (die teilweise verdeckt oder beschönigt werden) unterstellt oder kritisiert.
In Deutschland wird der Begriff heute vor allem als politisches Schlagwort gebraucht, um Handlungsweisen politischer Gegner als angeblich korrupt zu bezeichnen oder tatsächliche Korruption in einen größeren Zusammenhang zu stellen.
Am 26. Januar 1978 sagte Oppositionsführer Helmut Kohl im Deutschen Bundestag zu Verteidigungsminister Georg Leber, die CDU/CSU-Fraktion werde „nicht zulassen, daß die Psychologie einer Bananenrepublik zum Umgangsstil des deutschen Parlaments gemacht wird“ und warf dem Abgeordneten Willy Brandt vor, er habe „den Stil einer Bananenrepublik in der Bundesrepublik Deutschland eingeführt“.
Am 4. Mai 1981 titelte Der Spiegel „Wie in einer Bananenrepublik“ über die Geschäftspraktiken der deutschen Lebensversicherer. Im Zusammenhang mit der Flick-Affäre griff der Spiegel den Begriff erneut auf: „Seit Mitte Dezember 1981 liefert Bonn eine neue Definition: BRD = Bananenrepublik Deutschland.“ Die Flick-Affäre entwickelte sich zu einem der größten Skandale der Nachkriegszeit. Dabei ging es um versuchte Einflussnahme durch illegale Parteienfinanzierung, vor allem mit dem Geld des Unternehmers Friedrich Karl Flick. In diesem Zusammenhang wurde Bananenrepublik 1984 zu einem der Wörter des Jahres.

## Bananensymbol als politische Meinungsäußerung

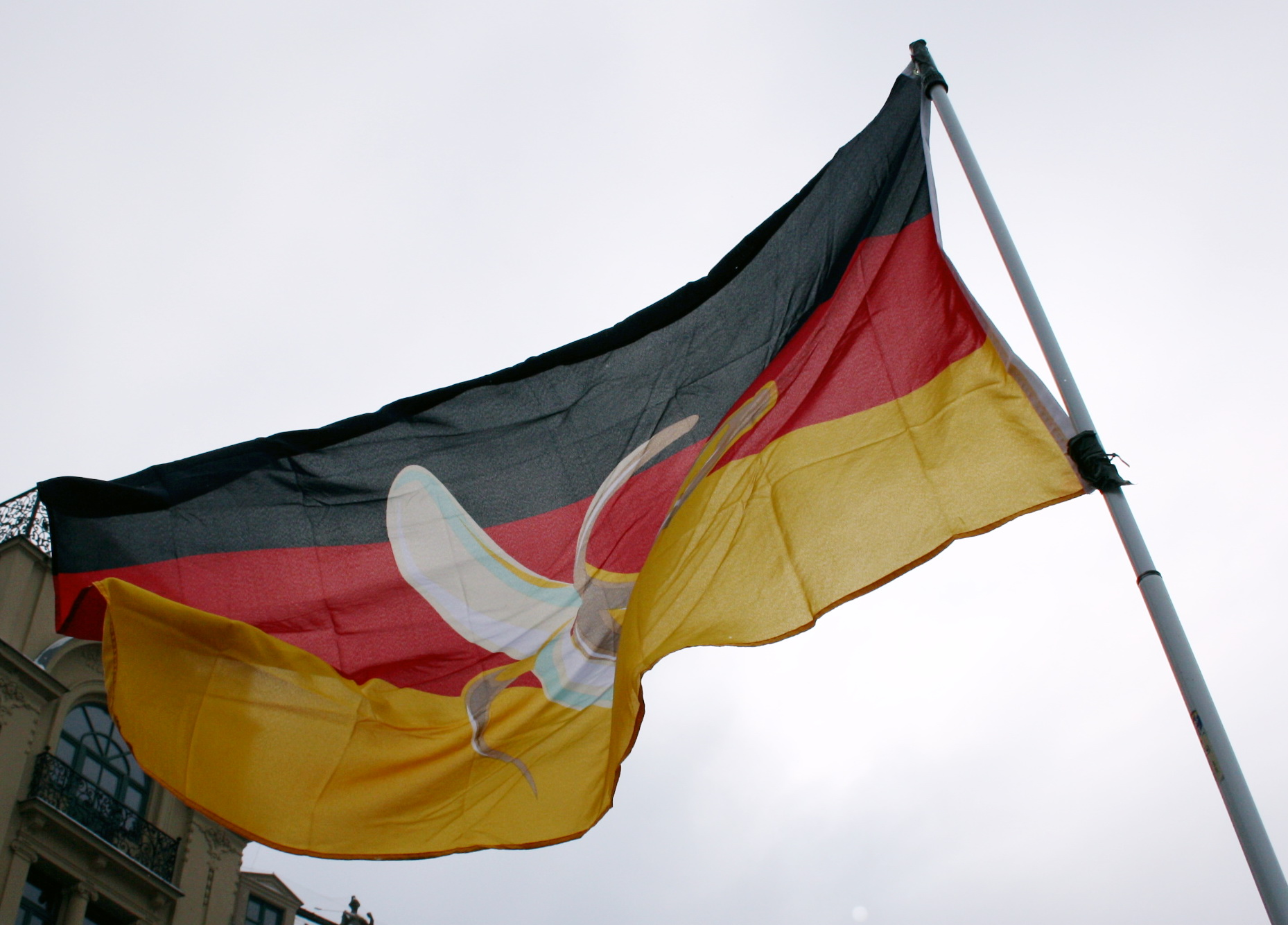
Protestfahne
„Bananenrepublik Deutschland“

### Deutschland
Eine auf einer Demonstration mitgeführte Deutschlandflagge, auf der eine geschälte Banane zu sehen war, hielt die Generalstaatsanwaltschaft Saarbrücken im Jahr 2022 nicht für eine strafbare Verunglimpfung des Staates und seiner Symbole im Sinne des § 90a StGB. Die durch die Fahne erfolgte Gleichsetzung der Bundesrepublik Deutschland mit einer Bananenrepublik sei zwar eine scharfe und überzogene Kritik, aber durch die Meinungsfreiheit aus Art. 5 Absatz 1 GG gedeckt. Auch die Staatsanwaltschaft Dresden hatte im Jahr 2018 die Ermittlungsverfahren gegen mehrere in Deutschlandfahnen mit Bananenmotiv gehüllte Demonstranten eingestellt, ebenso die Staatsanwaltschaft Ellwangen wegen des Hissens der Fahne vor dem eigenen Haus im Jahr 2009.

Österreichischer Bundesadler

### Österreich
Nach den Pannen bei der österreichischen Bundespräsidentenwahl 2016 hisste Stadtbaumeister Markus Voglreiter öffentlich eine auf das Wort Bananenrepublik anspielende Fahne. Sie trug übereinander drei verfremdete – etwa mit Zigarre im Schnabel, rot-weiß-rotem Trägerleibchen am Oberkörper – oder mutierte österreichische Bundesadler und in den Fängen jeweils unterschiedlich gestaltete Bananen, gezeichnet vom Künstler Manfred Kiwek. Die beim Büro des Baumeisters nahe dem Kreisverkehr Obertrum gehisste Fahne erregte Aufsehen, löste laut Voglreiter einige positive Reaktionen von passierenden Rad- und Motorradfahrern und Berichterstattung im ORF aus. Daraufhin ließ die Polizei am 19. September 2016 die Fahne demontieren und erstattete Anzeige wegen „Herabwürdigung des Staates und seiner Symbole“ nach § 248 StGB. Anfang Dezember 2016 stellte der Verfassungsschutz die Ermittlungen ein, da keine entsprechende Straftat nachzuweisen war.